# Plopeni
Plopeni (en rumano: ploˈpenʲ) es una pequeña ciudad en la provincia de Prahova, en el sur de Rumanía, con una población de 9,611 personas.

## Ubicación
Plopeni está ubicado en la parte sur oriental de los Cárpatos, en el valle del río Teleajen. La capital, Ploieşti, se encuentra aproximadamente a 15 millas al sur.

## Historia
Plopeni ha evolucionado junto con el área metropolitana de Ploieşti, convirtiéndose en una comunidad industrial. En 1938 tuvo una gran fábrica de municiones. En 1968, Plopeni obtuvo el estatus de ciudad. 
La economía de la ciudad se basa en el comercio de madera y metal, textiles, vidrio y en la industria de armamento e ingeniería mecánica.

## Población
En 1930 vivían en la aldea de alrededor de 1000 personas. En el censo de 2002, estaban registrados 9.612 residentes, incluyendo 9.493 rumanos, 112 de ellos gitanos.

## Tráfico
Plopeni tiene una estación ferroviaria de la línea Ploieşti - Slanic; circulan cinco trenes al día en ambas direcciones en la actualidad (2009), con trenes entre Poiana Slanic y Slanic Slănic ruht. Hay servicios regulares de autobuses a Slanic y Ploieşti.    